# Люшин
Люшин (пол. Luszyn) — село в Польщі, у гміні Пацина Ґостинінського повіту Мазовецького воєводства.
Населення — 461 особа (2011).
У 1975-1998 роках село належало до Плоцького воєводства.

## Демографія
Демографічна структура станом на 31 березня 2011 року:
|          | Загалом | Допрацездатний вік | Працездатний вік | Постпрацездатний вік |
| -------- | ------- | ------------------ | ---------------- | -------------------- |
| Чоловіки | 222     | 39                 | 159              | 24                   |
| Жінки    | 239     | 45                 | 133              | 61                   |
| Разом    | 461     | 84                 | 292              | 85                   |